# Вікторин Молодший
Вікторин Молодший (імовірно помер 271 р.) — можливий узурпатор влади у Римській імперії. Згадується у списку Тридцяти тиранів в Historia Augusta. Згідно з цим джерелом імператор Галльської імперії Вікторин мав сина на ім'я Вікторина, якого бабуся Вікторія проголосила цезарем. Проте Вікторин Молодший був убитий солдатами у Колонії Агриппіни (сучасний Кельн) невдовзі після вбивства його батька. Оскільки про нього немає більше жодних даних поза межами «Тридцяти тиранів», історики сумніваються у реальності цієї особи.